# CNT Tropical
CNT Tropical é uma emissora de televisão brasileira sediada em Londrina, cidade do estado do Paraná. Opera nos canais 7 VHF e 47 UHF digital, e é uma emissora própria e co-geradora da CNT. Fundada em 1979 por José Carlos Martinez, foi a primeira emissora das Organizações Martinez, e juntamente com a TV Paraná (hoje CNT Curitiba) formou a Rede OM em 1982, que constituiu a atual CNT.

## História

### TV Tropical (1979-1993)
A emissora foi fundada como TV Tropical em 15 de março de 1979 por Oscar Martinez e seus filhos José Carlos Martinez e Flávio Martinez, através do canal 7 VHF. Inicialmente afiliada à TV Globo, passou a ser afiliada à Rede Bandeirantes em 1º de dezembro do mesmo ano, quando a mesma despontava como rede de televisão em vários estados na época, e quando a TV Coroados, também pertencente aos Martinez, era vendida para a Rede Paranaense.
No mesmo ano, Luiz Carlos Alborghetti estreava na emissora com o programa policial Cadeia, com o mesmo nome e formato que o revelou na Rádio Tabajara de Londrina. O Cadeia, criado inicialmente para a cidade de Londrina, tinha 5 minutos de duração e com o tempo foi aumentando, chegando a ter aos sábados, 1h45 de duração. Alborghetti se destacava pela maneira como conduzia a atração, tendo sempre uma toalha no pescoço e um pedaço de pau na mão, com o qual batia na mesa quando alguma notícia lhe irritava.
Formação da Rede OM
A TV Paraná de Curitiba, administrada por Ronald Sanson Stresser e os Diários Associados é colocada à venda devido a crise financeira do conglomerado. As Organizações Martinez então se oferecem como compradores da emissora. Após uma intensa negociação, a emissora finalmente é comprada em abril de 1980, e passa a compor com a TV Tropical uma pequena rede local. Em 18 de julho, com o fim da Rede Tupi, a TV Paraná unifica sua afiliação com a da TV Tropical e ambas tornam-se afiliadas a Rede Bandeirantes. Em maio de 1982, quando as Organizações Martinez concluem a fase de reestruturações na TV Paraná, é oficialmente fundada a Rede OM, com a emissora de Curitiba tornando-se a cabeça-de-rede.
Após a formação da rede, a TV Tropical expande sua área de cobertura para várias cidades do interior do Paraná, com a instalação de repetidoras via micro-ondas. Em 1991, a TV Tropical, a TV Paraná e a TV Maringá (fundada em 1988) deixam a Rede Bandeirantes e tornam-se afiliadas da recém-criada Rede Record. Em 1992, com a compra da TV Corcovado e a transmissão via satélite, a Rede OM deixa a Rede Record e torna-se uma emissora independente, e consequentemente, uma nova rede de televisão, agora, com abrangência nacional.

### CNT Londrina/CNT Tropical (1993-presente)
Em 23 de maio de 1993, a Rede OM passava a se chamar Central Nacional de Televisão (CNT). A TV Tropical, por sua vez, passava a se chamar CNT Londrina, embora o nome TV Tropical continue a ser utilizado até os dias atuais, porém não mais oficialmente.
Em meados de 2000, a TV Tropical chegava em Brasília, e até então passaria a gerar programas locais e em rede como o Direto de Brasília, Jogo de Poder, Cidadão Tropical, Pop Clip, CNT News e CNT Jornal.
Em 17 de abril de 2007, a CNT Londrina passa a se chamar TV JB Londrina através de parceria entre as Organizações Martinez e a Companhia Brasileira de Multimídia, com o nome de TV JB.
Em novembro de 2017, a emissora é renomeada e passa a se chamar CNT Tropical. A mudança tornou a emissora geradora de conteúdo para as retransmissoras de Belo Horizonte e Brasília.
Em 2021, com o agravar da Crise, a CNT Tropical fechou as portas de sua sede em Brasília, se tornando uma mera retransmissora. As matérias políticas de Brasília passaram a ser produzidas pela CNT Rio de Janeiro.

## Sinal digital
| PSIP | Canal  | Proporção de tela | Programação                                 |
| ---- | ------ | ----------------- | ------------------------------------------- |
| 7.1  | 47 UHF | 1080i             | Programação principal da CNT Londrina / CNT |

A emissora iniciou suas transmissões digitais em 23 de julho de 2013, através do canal 47 UHF, para Londrina e áreas próximas. Seus programas locais da ainda não são produzidos em alta definição.

## Programas
- Cidadão Tropical: Programa de entrevistas, com Osvaldo Militão e Marcelo Militão

## Retransmissoras
- Bandeirantes - 19 UHF
- Brasília - 19 (18 UHF)
- Belo Horizonte - 56 (38 UHF)
- Campo Mourão - 12 (46 UHF)
- Cascavel - 13 (46 UHF)
- Céu Azul - 13 (46 UHF)
- Cianorte - 46 (47 UHF)
- Colorado - 2 VHF
- Foz do Iguaçu - 33 (31 UHF)
- Maringá - 15 (47 UHF)